# Lamas de Moreira
Lamas de Moreira (llamada oficialmente Santa María de Lamas de Moreira) es una parroquia y una aldea española del municipio de Fonsagrada, en la provincia de Lugo, Galicia.

## Límites
Limita por el norte con las parroquias de Vieiro y Cereixido, por el este con Arrojo, por el sur con el municipio de Navia de Suarna y por el oeste con las parroquias de Río y Freixo.

## Organización territorial
La parroquia está formada por veinticinco entidades de población, constando veintitrés de ellas en el nomenclátor del Instituto Nacional de Estadística español:

### Entidades de población
Entidades de población que forman parte de la parroquia:
- Aldobrén
- Barcela
- Cabana
- Castro de Lamas
- Coto Lamas (Coto de Lamas)
- Coto Xunqueira (Coto de Xunqueira)
- Gamalleira (A Gamalleira)
- Lamas de Moreira
- Louxas
- Moreira
- Paradiñas
- Ribón
- Sambreixo (San Breixo)
- Seoane
- Susán
- Tumbiadoira (A Tumbiadoira)
- Veigas (As Veigas)
- Vilabol de Abaixo
- Vilabol de Arriba
- Viladriz
- Vilanova
- Vilarín do Pontón
- Xunqueira

### Despoblados
Despoblados que forman parte de la parroquia:
- Formigueiro (O Formigueiro)
- Valiños

## Demografía

### Parroquia
| Gráfica de evolución demográfica de Lamas de Moreira (parroquia) entre 2000 y 2019 |
|                                                                                    |
| Datos según el nomenclátor publicado por el INE.                                   |

### Aldea
| Gráfica de evolución demográfica de Lamas de Moreira (aldea) entre 2000 y 2019 |
|                                                                                |
| Datos según el nomenclátor publicado por el INE.                               |